# Шильяно
Шильяно (італ. Scigliano, сиц. Sciglianu) — муніципалітет в Італії, у регіоні Калабрія, провінція Козенца.
Шильяно розташоване на відстані близько 450 км на південний схід від Рима, 37 км на північний захід від Катандзаро, 19 км на південь від Козенци.
Населення — 1239 осіб (2014).
Щорічний фестиваль відбувається 19 березня. Покровитель — San Giuseppe.

## Демографія
Населення за роками:

Станом на 1 січня 2023 року в муніципалітеті офіційно проживало 48 іноземців з 14 країн, серед них 7 громадян країн Євросоюзу.

## Сусідні муніципалітети
- Альтілія
- Карпанцано
- Колозімі
- Педівільяно